# Robert Burdy

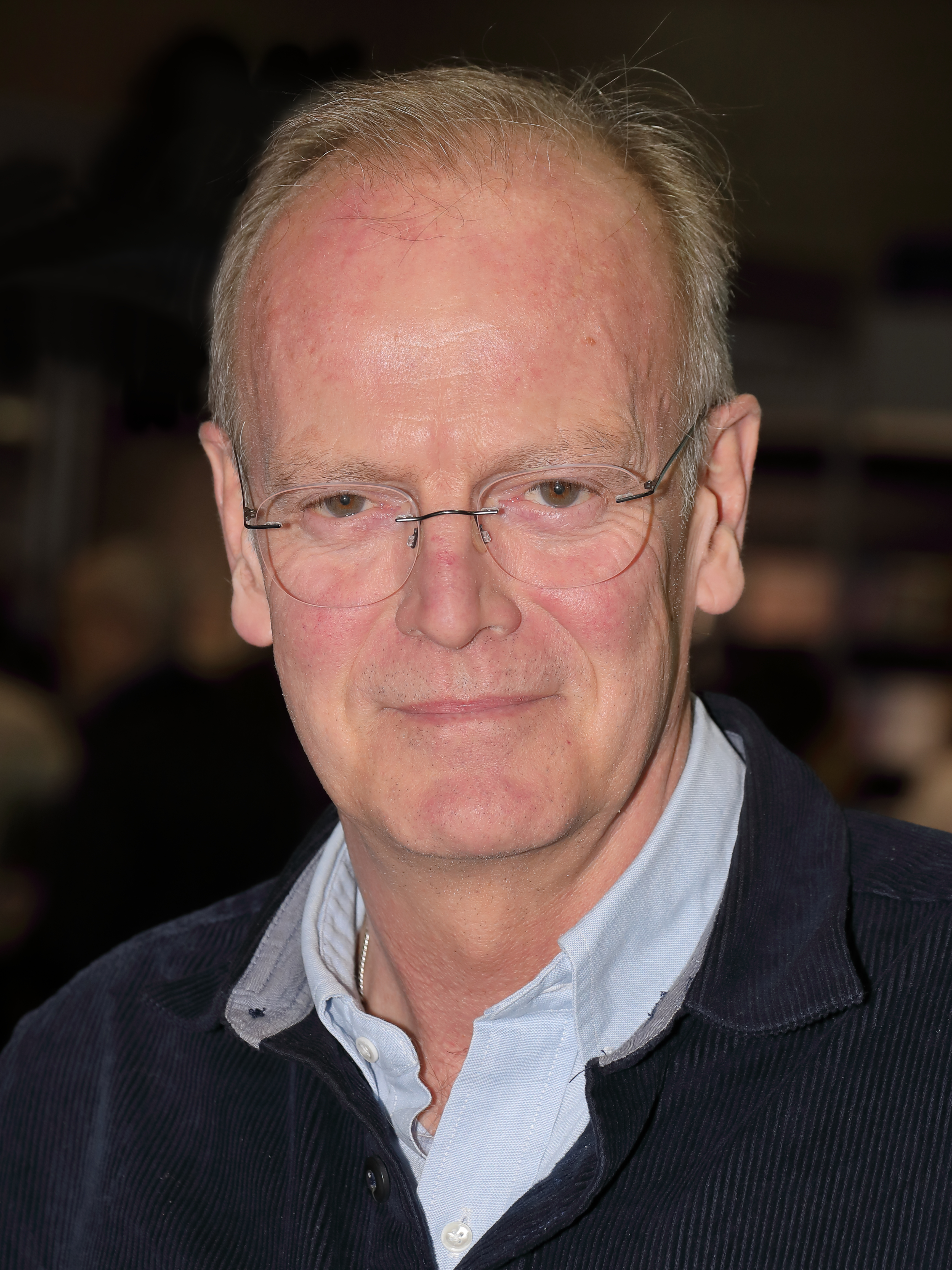
Robert Burdy

Robert Burdy (* 13. Juni 1964 in Köln) ist ein deutscher Moderator und Fernsehjournalist. Er ist außerdem als Executive Coach und Autor tätig.

## Leben
Ab seinem 18. Lebensjahr arbeitete er als Reporter, bevor er 1989 als Redakteur zu RIAS-TV wechselte. Für den Sender arbeitete er als Korrespondent in Washington, D.C. und berichtete aus den USA und dem Nahen Osten. Nachdem RIAS-TV in DW-TV aufging, wurde er stellvertretender Studioleiter in Washington sowie Korrespondent für den englischsprachigen Programmteil der Deutschen Welle.
Er präsentierte von 2001 bis Dezember 2022 die Nachrichtensendung MDR aktuell, seit 2006 die Sendereihe Die Spur der Ahnen sowie von 2010 bis 2015 die Dokumentationsreihe Der Osten – Entdecke, wo du lebst im MDR Fernsehen.
Neben seiner journalistischen Tätigkeit gehört er zum Sprecherensemble von vorleser.net und veröffentlichte 2008 den Ratgeber Das Pullunder-Prinzip beim Buchfunk Verlag. 
Sein Buch Fuck The Facts: Wege aus der Falle des Postfaktischen (2017) beschäftigt sich mit politischen Strömungen und versucht einen Weg aufzuzeigen, Fakten – anstelle von Emotionen, wieder in den Mittelpunkt zu rücken.

## Veröffentlichungen
- Das Pullunder-Prinzip: Keine Gebrauchsanweisung fürs Leben. 2008, ISBN 978-3-86847-109-0.
- mit Philippe Orban: Das Aikido-Prinzip. Nutze die Kraft deines Gegners. 2013, ISBN 978-3-430-20146-9.
- Fuck The Facts: Wege aus der Falle des Postfaktischen. 2017, ISBN 978-3-86847-554-8.
- mit Gerald Hüther: Wir informieren uns zu Tode: Ein Befreiungsversuch für verwickelte Gehirne. 2022, ISBN 978-3-451-60900-8.